# Jimmy Bøjesen
Jimmy Bøjesen (født 19. december 1990) er en dansk kajakroer, der i august 2011 sikrede Danmark en plads i enerkajak på 200 m med en niendeplads ved VM. Imidlertid blev han ikke udtaget til legene, da han i foråret 2012 i "bedst ud af tre" blev besejret af Kasper Bleibach, der derpå blev udtaget til legene.
Bøjesen ror for Struer Kajakklub, og blandt hans bedste resultater er en bronzemedalje i 4×200 m stafet ved VM i Ungarn 2011. Han vandt prisen for årets seniorpræstation 2011 valgt af læserne af Kajaksporten i fokus.